# District de Kitaakita
Le district de Kitaakita (北秋田郡, Kitaakita-gun) est un district de la préfecture d'Akita au Japon.
Lors du recensement de 2000, sa population était de 65 414 habitants pour une superficie de 1 922 km2.

## Commune du district
- Kamikoani